# Elisabeta Lipăová
Elisabeta Lipăová (rodným jménem Oleniucová; * 26. října 1964, Siret) je bývalá rumunská veslařka. Stala se první ženskou veslařkou, která se zúčastnila šesti olympijských her (1984-2004). Na každé z těchto olympiád navíc získala medaili (celkově osm) a stala se tak největším medailovým sběratelem v olympijském veslování. Jedna z těchto medailí byla z individuálního závodu (skifu), a to zlato v Barceloně roku 1992. Další čtyři zlata byla kolektivní: z dvojskifu v Los Angeles roku 1984 (ve dvojici s Mariorou Popescuovou) a z osmiveslic v Atlantě roku 1996, v Sydney 2000 a v Athénách 2004. Má též dvě olympijská stříbra, z dvojskifu v Soulu 1988 a v Barceloně 1992. Ze Soulu si přivezla i bronz z párové čtyřky. Mezi její první a poslední zlatou olympijskou medailí bylo 20 let, což je veslařský rekord. Na dvou olympiádách, v Sydney 2000 a v Athénách 2004, byla vlajkonoškou rumunské výpravy na zahajovacím ceremoniálu. Ve skifu se stala též mistryní světa roku 1989 a držitelkou světového stříbra z roku 1991. Krom toho má ze světového šampionátu 11 medailí týmových: 7 stříbrných a 4 bronzové. V roce 2003 byla vyhlášena rumunskou veslařkou století. Od roku 2009 je prezidentkou Rumunské veslařské federace. V letech 2015 až 2017 byla ministryní sportu a mládeže ve vládě Daciana Ciolose.